# Ksar Ghilane
Ksar Ghilane (arabo: قصر غيلان) è un'oasi tunisina nota per essere la più meridionale delle oasi tunisine ed una delle porte del deserto del Sahara tunisino.

## Origine del nome

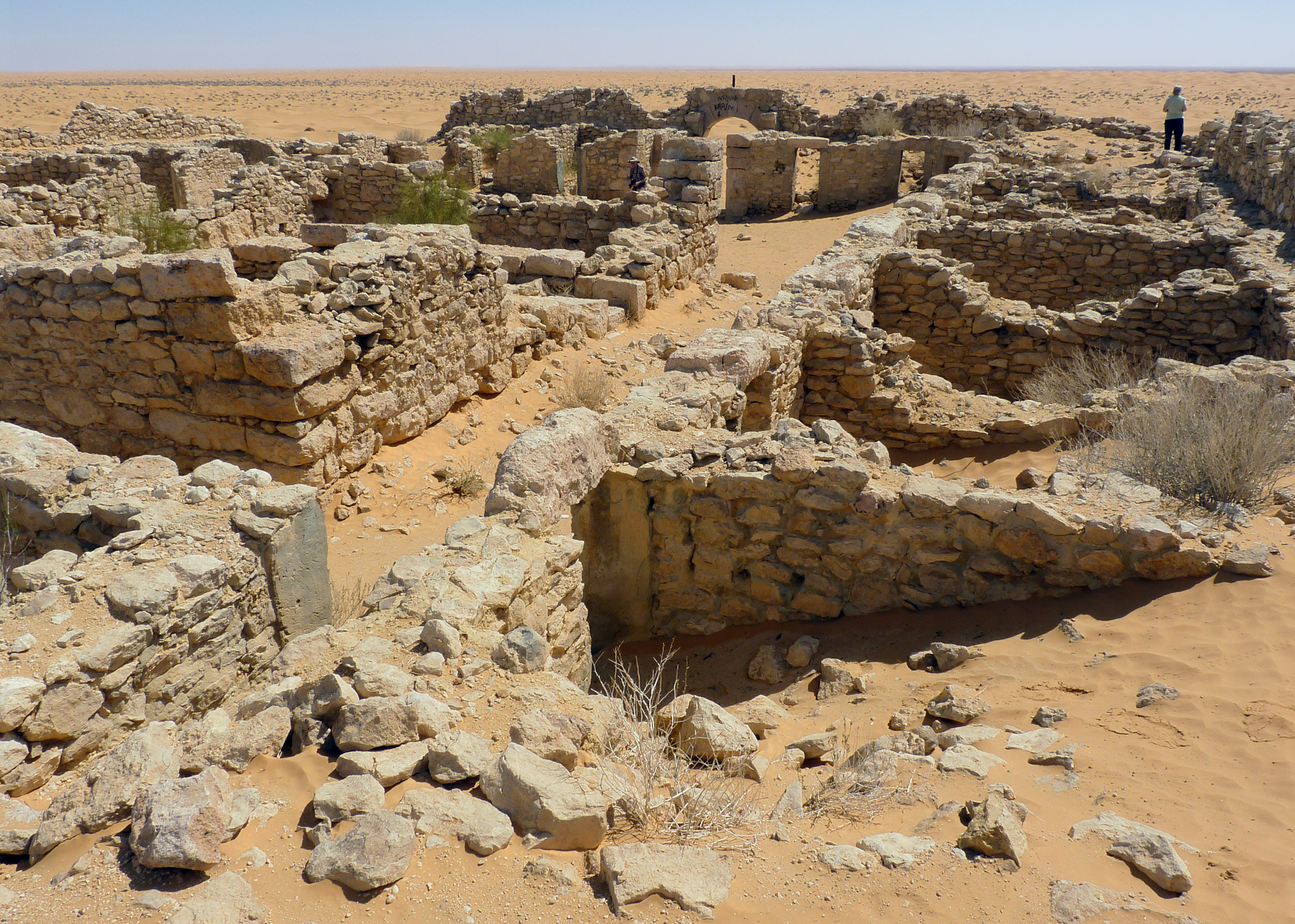
Rovine del forte romano di Tisavar

Ksar è una parola araba che significa "castello" data la presenza di un forte di epoca romana.

## Storia

### Epoca antica
Situato a 3 km dall'oasi di Bou Flija, su una collina rocciosa che domina le prime dune, e risalente al regno dell'imperatore Commodo, questo forte Tisavar è una costruzione rettangolare (40 m x 30 m), con angoli arrotondati era un posto di frontiera sulla parte occidentale del limes tripolitanus, cioè il limes meridionale, o confine dell'impero romano che, in Tunisia, segue il confine del deserto del Sahara.

### Epoca moderna

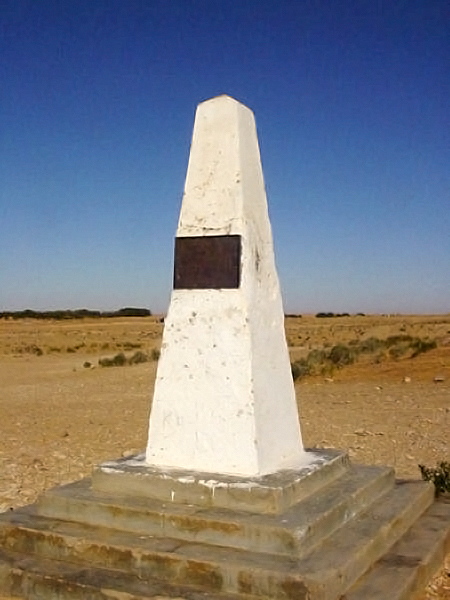
Colonna commemorativa del generale Philippe Leclerc de Hauteclocque e delle forze armate francesi libere (battaglia di Ksar Ghilane del 1943)

Durante la seconda guerra mondiale il sito fu coinvolto nella battaglia della Tunisia.
A Un chilometro a est dell'oasi c'è un monumento che commemora la battaglia di Kasr Ghilane avvenuta nel 1943 
La scritta della stele recita:
"Qui, dal 23 febbraio al 10 marzo 1943, il generale Leclerc e la forza L, provenienti dal Ciad , hanno sostenuto con successo l'assalto delle forze nemiche, infliggendo loro gravi perdite."
Nel 2010 un meteorite di origine marziana del tipo shergottite si è schiantato nei pressi dell'oasi. Registrato ufficialmente con il nome in codice internazionale Ksar Ghilaine 002.
Il governo tunisino ha richiesto il 17 febbraio 2012 che le rovine romane di Tisavar fossero incluse in una futura classificazione nella lista del patrimonio mondiale dell'UNESCO.